# Alyda Norbruis
Alyda Norbruis, née le 28 mars 1989 à Ureterp, est une cycliste néerlandaise aux jeux paralympiques. Elle a remporté des médailles aux Jeux paralympiques d'été de 2012 et aux Jeux paralympiques d'été de 2016.